# Salles-la-Source

Salles-la-Source este o comună în departamentul Aveyron din sudul Franței. În 1 ianuarie 2022 avea o populație de 2.313 de locuitori.